# NGC 6049
NGC 6049 is de ster HD 144426 in het sterrenbeeld Slang. Het hemelobject werd op 24 april 1830 ontdekt door de Britse astronoom John Herschel. Deze ster was in de New General Catalogue terecht gekomen omdat aanvankelijk werd verondersteld dat ze in een nevel gehuld was.